# Кубышка стрелолистная
Кубы́шка стрелоли́стная (лат. Nuphar sagittifolia) — травянистое растение рода Кубышка семейства Кувшинковые.

## Описание
Кубышка стрелолистная представляет собой травянистый куст без стебля с крупно гофрированными листьями стреловидной формы, собранными в розетку. Окраска листьев светло-зелёная с образующими узор прожилками, окрашенными в более светлый цвет. Корневище ползучее. Куст достигает в высоту 35 сантиметров. В природе встречается на юго-востоке Северной Америки.

## Культивирование
При содержании растения в аквариуме оптимальная температура составляет не ниже 24 °C, при её понижении рост значительно замедляется. Вода должна быть средней жёсткости, (6—12 немецких градусов), pH близок к нейтральному (6,5—7,5). Желательна периодическая подмена части воды. Мутная вода нежелательна, так как оседающая на листьях муть кубышке вредит и может вызвать гибель листьев. Освещение должно быть очень ярким, по спектральному составу близким к естественному с несколько повышенной долей красных и оранжевых лучей. Световой день должен составлять 12—14 часов. Грунт должен быть питательным, состоять из смеси крупного песка с галькой с примесью глины и древесного угля. Ила должно быть умеренное количество, при избыточном накоплении его следует удалять. Слой грунта должен быть толщиной не менее 7 сантиметров.

В аквариуме кубышку размножают вегетативно, отделяя от старого корневища розетку молодых листьев с несколькими корешками. Не следует отделять от корневища сразу несколько частей, так как это может привести к его загниванию и гибели растения. В случае гниения корневища нужно удалить поражённые части и обработать срезы раствором перманганата калия.